# Черемискино
Черемискино — деревня в Красносельском районе Костромской области. Входит в состав Прискоковского сельского поселения.

## География
Находится в юго-западной части Костромской области на расстоянии приблизительно 13 км на восток-юго-восток по прямой от районного центра поселка Красное-на-Волге.

## История
Известна с 1717 года. В 1872 году здесь (тогда Черемиска) было учтено 5 дворов, в 1907 году отмечено было 15 дворов.

## Население
Постоянное население составляло 28 человек (1872 год), 56 (1897), 66 (1907), 72 в 2002 году (русские 87 %), 73 в 2022.